# リメー
リメー （Limay）は、フランス、イル＝ド＝フランス地域圏、イヴリーヌ県のコミューン。

## 地理
ヴェクサン・フランセーズ地方にありセーヌ川右岸沿いに位置する、小さな工業のまちである。マント＝ラ＝ジョリーと向かい合い、パリの西約52kmのところにある。コミューンの領域にはセーヌ川に浮かぶリメー島の大部分が含まれている。
コミューンは南のセーヌ川に向かって開けた広大な円形闘技場のようになっている。北から南にかけては建物の3階相当で、標高130mから115mの緩やかな傾斜の高原となり、続いて急峻な斜面に移行する。下部に広がる谷は標高20mから30mである。

## 交通
- 道路 - 県道983号線、県道190号線。セーヌ川に2本の橋が架かっており、マント＝ラ＝ジョリーにあるA13のインターチェンジへ行くことができる。
- 鉄道 - サン・ラザール駅発アルジャントゥイユ経由マント＝ラ＝ジョリー行き、リメー島の高架橋を渡るコンフラン＝サントノリーヌ行きの2路線がある。まちの南部にあるリメー駅にはトランジリアン路線電車が停車する。
- 水上交通 - 南部に川港がある。港の管理は公的機関であるパリ自治港（fr）が行っている

## 歴史
リメーには先史時代から人が定住している。コミューンからは磨かれた石、斧、矢尻など考古学的発掘品が出土している。ローマによる征服以前は、ケルト系のウェリオカセス族が占領しており、ガリア・ベルギカに属していた。
1376年、シャルル5世がリメーにケレスティヌス派修道院を設立した。この修道院は岩やサントーバンの採石場の間に位置し、聖なる三位一体に捧げられていた。修道院はフランス革命時代に取り壊された。1614年、マリー・ド・メディシスによってまちの外にカプチン会の修道院建設が始められている。修道院の建設資材に利用されたのは、マント要塞の石だった。

## 人口統計
| 1962年 | 1968年 | 1975年 | 1982年 | 1990年 | 1999年 | 2006年 |
| ------ | ------ | ------ | ------ | ------ | ------ | ------ |
| 5082   | 6615   | 9024   | 10129  | 12660  | 15695  | 15779  |

参照元:1962年以前EHESS、1968年以降INSEE · 

## 経済
産業廃棄工場、浄水場、再生プラスチック製造、バイオ燃料精製工場などがある

## ゆかりの人物
- エルネスト・ショーソン